# Julius Chan
Sir Julius Chan (Islas Tanga, 29 de agosto de 1939-Nueva Irlanda, 30 de enero de 2025) fue un político papú. Fue Primer ministro de Papúa Nueva Guinea de 1980 a 1982 y de 1994 a 1997. Fue miembro del Parlamento de la Provincia de Nueva Irlanda, habiendo ganado el escaño en las elecciones nacionales de 2007.[cita requerida] También fue Gobernador de la Provincia de Nueva Irlanda (2007).[cita requerida]

## Biografía
Nacido en Tanga Islands, provincia de Nueva Irlanda a Chin Pak, un comerciante de Taishan, China, Julius Chan fue educado en el Marist College Ashgrove en Brisbane, Queensland, Australia.
Primero se involucró activamente en la política en la década de 1960. Fue elegido para representar al distrito de Namatanai de la provincia de Nueva Irlanda en la Asamblea Nacional anterior a la independencia en 1968 y fue reelegido en 1972, 1977, 1982, 1987 y 1992.[cita requerida] Fue vice primer ministro en cuatro ocasiones (1976, 1985, 1986). , 1992-1994), y ministro de Finanzas dos veces (1972-1977, 1992-1994).[cita requerida] También ocupó los portafolios de Industria primaria (1976) y Asuntos externos y comercio (1994). Chan se convirtió en líder del Partido del Progreso Popular en 1970.[cita requerida] Fue nombrado caballero como Comandante de la Orden del Imperio Británico (KBE) en 1981 y fue nombrado Consejero Privado el año siguiente.[cita requerida] Se convirtió en primer ministro el 11 de marzo de 1980, sucediendo al primer primer ministro del país, Michael Somare. Se desempeñó como primer ministro hasta el 2 de agosto de 1982, cuando Somare recuperó el puesto.[cita requerida]
Sucedió al Primer Ministro Paias Wingti en agosto de 1994 y asumió el cargo en la plataforma dual de seguridad nacional y gestión económica apropiada.[cita requerida] En 1997, el contrato multimillonario del gobierno de Chan con Sandline International, una organización mercenaria, para contrarrestar la guerra de guerrillas separatista en Bougainville causó el asunto Sandline, con inmensas protestas públicas y un motín de 10 días por parte del ejército nacional mal pagado.[cita requerida] El 25 de marzo de 1997, durante una investigación que comenzó el 21 de marzo y que causó la renuncia de cinco ministros, el Parlamento rechazó una moción para pedir la renuncia de Chan (59-38). Sin embargo, al día siguiente, Chan y dos ministros optaron por renunciar, y John Giheno, miembro del partido de Chan, se convirtió en primer ministro en funciones un día después. Recuperó el cargo el 2 de junio de 1997, poco antes de las elecciones nacionales. Chan fue derrotado en las elecciones nacionales en junio de 1997 y fue sucedido como primer ministro por Bill Skate el 22 de julio de 1997. Permaneció fuera del Parlamento hasta que ganó el escaño Provincial de Nueva Irlanda en las elecciones de junio y julio de 2007.
Durante la fase de negociaciones de "intercambio de caballos" después de las elecciones de 2007, fue nominado para el puesto de primer ministro, con el respaldo de Mekere Morauta y Bart Philemon, como una alternativa a la gran agrupación de la Alianza Nacional que parecía ser liderada nuevamente.[cita requerida] Por Somare. El presidente parlamentario Jeffrey Nape rechazó la nominación de Chan como candidato y Somare ganó la votación para convertirse en Primer Ministro sin oposición el 13 de agosto, mientras que 21 miembros del Parlamento se unieron al grupo de oposición de Chan.[cita requerida] Chan se casó con Stella, Lady Chan en 1966 y tiene cuatro hijos: Vanessa Andrea, Byron James, Mark Gavin y Toea Julius. Su hijo Byron Chan fue miembro del Parlamento para el electorado del Abierto de Namatanai, cubriendo el sur de Nueva Irlanda desde 2002 hasta 2017.